# Drien II
Drien II is een bestuurslaag in het regentschap Aceh Utara van de provincie Atjeh, Indonesië. Drien II telt 240 inwoners (volkstelling 2010).